# Sercœur
Sercoeur là một xã ở tỉnh Vosges, vùng Grand Est, Pháp. Xã này có diện tích 9,18 kilômét vuông dân số năm 1999 là 272 người. Xã này nằm ở khu vực có độ cao từ 319–363 m trên mực nước biển. Xã này thuộc cộng đồng các xã Arentèle-Durbion-Padozel.
Người dân địa phương danh xưng tiếng Pháp là Sercosiens.

## Biến động dân số
| Năm | 1962 | 1968 | 1975 | 1982 | 1990 | 1999 |
| --- | ---- | ---- | ---- | ---- | ---- | ---- |
| Dân số | 176  | 172  | 186  | 254  | 308  | 272  |
| From the year 1962 on: No double counting—residents of multiple communes (e.g. students and military personnel) are counted only once. |      |      |      |      |      |      |